# Luchthaven Amílcar Cabral Internationaal
Aeroporto Internacional Amílcar Cabral of Amílcar Cabral International Airport is de belangrijkste internationale luchthaven van Kaapverdië. Ze ligt op het eiland Sal, ongeveer centraal op het eiland op 2 km westzuidwest van Espargos. Ze is genoemd naar de revolutionaire leider Amílcar Cabral.
Tot 2005 was het de enige luchthaven in Kaapverdië met internationale vluchten. In dat jaar werd Praia International Airport nabij de hoofdstad Praia geopend. Maar Amílcar Cabral blijft de belangrijkste hub voor de nationale luchtvaartmaatschappij TACV.
De luchthaven is ook een van de noodlandingsplaatsen voor de Spaceshuttle.

## Geschiedenis
Het eerste vliegveld op Sal werd door de Italianen gebouwd in 1939, als tussenstop voor de vluchten van Rome naar Zuid-Amerika. In 1947 kocht de Portugese regering het vliegveld.
Toen non-stopvluchten van Italië naar Zuid-Amerika mogelijk werden met de komst van straalvliegtuigen zoals de DC-8 bij Alitalia, werd een tussenstop overbodig en kwam er een voorlopig einde aan de internationale vluchten op Sal.
In 1967 werd Sal opnieuw gebruikt voor tussenlandingen, ditmaal door South African Airways dat vanwege de boycot van het apartheidsregime geen landingsrechten kon verkrijgen in de meeste Afrikaanse landen. Later deden ook Aeroflot en Cubana de Aviación het vliegveld aan.
In 1985 begon de Kaapverdische luchtvaartmaatschappij TACV internationale vluchten van en naar Boston. Andere internationale bestemmingen zijn onder andere Amsterdam, Lissabon, Madrid, Parijs en Porto.
Door de stijgende populariteit van de Kaapverdische Eilanden als toeristische bestemming is het aantal internationale vluchten op Sal de laatste jaren sterk toegenomen; sommige maatschappijen vliegen enkel tijdens het toeristisch seizoen. In 2004 verwerkte de luchthaven 1.007.561 passagiers; een stijging van meer dan 21% ten opzichte van het vorige jaar.